# Поперековий трикутник
Поперековий трикутник (trigonum lumbale, трикутник Пті, на честь Жана-Луї Петі) — ділянка задньої черевної стінки, обмежений знизу клубовим гребенем, медіально — краєм найширшого м'яза спини, латерально — зовнішнім косим м'язом живота; місце виходу поперекових гриж.